# Morpho helenor prometa
Morpho helenor prometa es una de las subespecies que integran la especie M. helenor, un lepidóptero ditrisio ninfálido del género Morpho. Habita en regiones selváticas del centro de Sudamérica.

## Taxonomía y características
Este taxón fue descrito originalmente en el año 2011 por los entomólogos Yuvinka Gareca y Patrick Blandin.

## Distribución geográfica
Morpho helenor prometa se distribuye en el centro de Sudamérica. Esta subespecie habita en el sur de Bolivia, en  las Yungas australes, siendo colectada en altitudes que comprenden desde los 500 m hasta 1400 m s. n. m., en ambientes de bosques semicaducos y subhúmedos. Estos ambientes se prolongan hacia el sur hasta el noroeste de la Argentina.

## Biología
Morpho helenor prometa es una mariposa grande, llamativa, de vuelo poderoso, lento, ondulante, a baja o media altura, con habituales planeos y bruscos aleteos, generalmente recorriendo senderos en sectores umbríos y húmedos de las selvas donde habita. Se posa sobre frutos fermentados que caen al piso, o sobre excrementos. Al ser asustada se aleja de la amenaza hacia sectores densos volando rápida y erráticamente para desorientar a la fuente de peligro, aumentando la celada posándose de repente para quedar totalmente quieta y con las alas cerradas, confiando en su mimetismo alar ventral.
Las larvas u orugas de Morpho helenor se alimentan de las hojas de Genipa americana, Inga, Machaerium y  Platymiscium.  